# Malicounda
Malicounda ist Namensbestandteil mehrerer benachbarter Ortschaften und Name einer Landgemeinde (Communauté rurale) im Département Mbour der Region Thiès, gelegen im Westen des Senegal. Mit 61.031 Einwohnern bei der Volkszählung 2013 ist Malicounda nach der Pilgermetropole Touba die zweitgrößte Landgemeinde Senegals.

## Geographische Lage
Malicounda liegt, 60 Kilometer südöstlich von Dakar, im Zentrum des Départements Mbour und umfasst das östliche und südliche Umland der Départementspräfektur Mbour und des Seebades Saly Portudal. Benachbart sind im Norden die Landgemeinde Sindia und im Osten die Landgemeinden Sandiara und Nguéniène. Bis zur Regionalpräfektur Thiès sind es 35 Kilometer nach Norden.
Die Landgemeinde umfasst auf einer Fläche von 124 km² 22 Ortschaften. Nach dem Stand von 2008 sind dies die Dörfer (villages):
Falokh Sérère,
Falokh Wolof,
Fandane Sérère,
Fandane Wolof,
Keur Balla Lô,
Malicounda Bambara,
Malicounda Sérère,
Malicounda Wolof,
Mballing,
Mboulème,
Nianing,
Pointe Sarène,
Roff,
Sidibougou,
Sintiou Mbadane,
Sinthiou Mbadane Peulh,
Soussane Bambara,
Soussane Sarène,
Takhoum Sérère,
Takhoum Wolof,
Warang Sérère und
Warang Socé.
Entlang der Petite-Côte reihen sich südöstlich von Mbour die Küstenorte Mballing, Warang, Nianing und Pointe Sarène in Richtung Joal-Fadiouth aneinander.

## Bevölkerung
Die Bevölkerung der Landgemeinde Malicounda besteht nach dem Stand von 2002 aus vier ethnischen Hauptgruppen:
- 70 % Serer
- 15 % Bambara
- 10 % Wolof
- 4 % Peulh

## Geschichte
Die Landgemeinde Malicounda wurde per Dekret vom 24. Juli 1972 geschaffen.
Im Jahr 2008 wurde der Gemeinderat (conseil rural) wegen schwerwiegender Gesetzesverstöße per Dekret aufgelöst und durch eine staatliche Sonderdelegation ersetzt. In Malicounda waren entgegen den Vorschriften für das öffentliche Auftragswesen Aufträge stets ohne Wettbewerb freihändig vergeben worden. Auch war die Flächennutzungsplanung katastrophal, und der Präsident verkaufte sogar Land mit der Mitwisserschaft von Ratsmitgliedern. Diese Situation zeugte vom Stillstand der kommunalen Verwaltung sowie von Unfähigkeit und Korruption.
Während dieser kommunalpolitischen Turbulenzen des Jahres 2008 wurde das inzwischen stark gewachsene Seebad Saly Portudal aus der Landgemeinde herausgelöst und erhielt den rechtlichen Status einer Commune (Stadt).
Nach Neuwahlen des Gemeinderats (conseil rural) am 22. März 2009 wählte dieser aus seiner Mitte Thièwoulé Cissokho für fünf Jahre zum Président de Communauté Rurale Malicounda.
Malicounda erhielt 2014 mit allen Landgemeinden Senegals den Status einer Gemeinde (commune).

## Verkehr und Infrastruktur
Malicounda ist durch die N 1 an das Fernstraßennetz des Senegal angeschlossen. Sie verbindet die Landgemeinde
nach Nordwesten mit den Großstädten der Metropolregion Dakar, nach Süden mit Mbour und nach Osten mit Fatick, Kaolack, Birkelane, Kaffrine, Malem Hodar, Koumpentoum und Tambacounda und mit der malischen Grenze bei Kidira. Ferner liegt im Gebiet von Malicounda eine Anschlussstelle der mautpflichtigen Autoroute 1, die vom internationalen Flughafen Dakar-Blaise Diagne hierher führt.

## Wirtschaft
Die Orte an der Badeküste haben große Touristikinvestoren angelockt. Am 17. Februar 1973 eröffnete NUR Touristic in Nianing mit dem Club Aldiana Senegal an einem drei Kilometer langen Strandabschnitt für 15 Millionen Mark eine Ferienanlage mit über 500 Betten als Konkurrenzangebot zu dem französischen Anbieter Club Med bei Cap Skirring. Gekoppelt war die Eröffnung an einen ganzjährig einmal wöchentlich angebotenen Charterflug zwischen dem Flughafen Frankfurt Main und Dakar. Im Laufe der Jahre wurde die Anlage jedoch heruntergewirtschaftet und Anfang 2007 geschlossen.
Auch die zweite große Hotelanlage Domaine de Nianing stellte den Betrieb im März 2015 ein und ebenso mehrere kleine Hotels, die nur noch als Ruinen existieren. Die Folgen für die Region sind gravierend. Mehrere tausend Arbeitsplätze fielen weg. Einer groß angekündigten Teilübernahme des Aldiana-Komplexes durch den Club Med mit entsprechenden Mittelzusagen sind keine Taten gefolgt. Für die dem Tourismus abträgliche Vermüllung des Meeres und des Strandes, die von der nahe gelegenen Großstadt Mbour ausgeht, ist nach wie vor keine Lösung in Sicht.
Nahe der Autoroute 1 ist seit November 2016 der als Centrale Solaire de Malicounda bekannte Solarpark mit einer installierten Leistung von 22 MW in Betrieb.

## Städtepartnerschaften
Seit 2004 ist Malicounda mit der bretonischen Hafenstadt Melgven verschwistert.

## Persönlichkeiten
- Ibrahima Thioub (* 1955), senegalesischer Historiker und Professor an der Université Cheikh Anta Diop (UCAD) in Dakar